# Helen Meyer
Helena Franziska «Helen» Meyer (* 31. August 1920 in Zürich; † 21. Dezember 1998 in Fällanden) war eine Schweizer Politikerin (CVP) und Journalistin. Sie war von 1972 bis 1978 Nationalrätin.

## Leben
Meyer absolvierte das Handelsdiplom, arbeitete schliesslich bei einer Handelsfirma und war Mitarbeiterin bei der Schweizerischen Kongregations- und Blauringzentrale. Ab 1966 war sie Redaktorin der katholischen Familienwochenzeitung «Sonntag».

## Politik
Von 1970 bis 1972 war sie erste CVP-Gemeinderätin in der Stadt Zürich. 1972 rückte sie für den zurückgetretenen Kurt von Arx in den Nationalrat nach, wo sie bis 1978 sie Mitglied war. Sie gründete 1979 mit Mitstreiterinnen die CVP kantonale Frauengruppe Zürichs und präsidierte diese ab der Gründung bis 1983.